# Koenigsegg CCR
Koenigsegg CCR är en svensk supersportbil från Koenigsegg. Modellen producerades i Ängelholm mellan 2004 och 2006 i endast 14 exemplar. Modellen premiärvisades på Internationella bilsalongen i Genève 2004. Bilen som då visades hade chassinummer 7011 och var den tredje av modellen CCR som tillverkades. Efter premiärvisningen användes bil nummer 7011 för pressfotograferingar och är troligtvis den mest kända av alla 14 tillverkade exemplar. I juni 2021 såldes bilen på en bilauktion i Milano, Italien för priset 798125 EUR.
Den 28 februari 2005 satte CCR ett nytt hastighetsrekord för serieproducerade bilar på testbanan Nardo Prototipo i södra Italien. Det nya rekordet blev 388 km/h, vilket slogs senare samma år av Bugatti Veyron fast då på en helt annan testbana i Ehra-Lessien som är en lång raksträcka istället för en cirkelbana som Nardo.

## Tekniska data
- Motor: V8, kompressormatad
- Effekt: 806 hk, 920 Nm vid 5 700 rpm
- Slagvolym: 4 700 cm³
- Prestanda 0–100 km/h: 3.2 s
- Toppfart: 395 km/h (392 km/h har uppnåtts)
- Vikt: 1 180 kg